# مارسيلو جويانيرا
مارسيلو جويانيرا (بالبرتغالية: Marcelo Rodrigues Alves‏) (6 أغسطس 1980 بغويانيا في البرازيل - ) هو لاعب كرة قدم برازيلي في مركز الوسط. لعب مع إستريلا دا أمادورا ونادي أستيراس تريبوليس ونادي غاما وAssociação Atlética Rioverdense ‏ وGoiatuba Esporte Clube ‏ وPalmas Futebol e Regatas ‏ وGrêmio Esportivo Inhumense ‏ والنادي الرياضي بكالوني وPanthrakikos F.C. ‏.

## وصلات خارجية
- مارسيلو جويانيرا على موقع قاعدة بيانات كرة القدم.إي يو (الإنجليزية)
- مارسيلو جويانيرا على موقع Soccerway.com (الإنجليزية)